# Adieu, ma jolie (roman)
Pour les articles homonymes, voir Adieu ma jolie.
Ne doit pas être confondu avec Dors ma jolie.
Adieu, ma jolie (titre original : Farewell, My Lovely) est un roman noir de l'écrivain américain Raymond Chandler paru en 1940. C'est le deuxième roman ayant pour héros le détective privé Philip Marlowe.

## Résumé
Pendant une enquête, Philip Marlowe croise Moose Malloy, une grosse brute qui vient de sortir de prison, qui se rend au club où travaille Velma Valento, son ancienne petite amie. Or, le club a changé depuis longtemps de propriétaires, et personne n'y connaît Velma. Malloy n'en fait pourtant qu'à sa tête, met à sac l'établissement et tue le gérant avant de s'échapper. Marlowe se fait donner par un Noir le nom d'un privé nommé Nulty, qui pourrait détenir des informations sur Velma. Une fois que Marlowe parvient à le contacter, Nulty refuse toutefois de s'immiscer dans l'affaire.
Après quelques difficultés, Marlowe retrouve et tente de faire parler la veuve de l'ancien propriétaire du club. Elle lui affirme que Velma est morte, mais lui dissimule une photographie que le privé suppose être celle de la petite amie de Malloy.
Peu après, Marlowe reçoit un appel d'un certain Lindsay Marriott qui lui demande de lui servir de protecteur au moment du paiement d'une rançon. Marlowe accepte le contrat, mais, cette nuit-là, dans un lieu désert, alors qu'il attend dans l'obscurité, il est assommé. À son réveil, il découvre le cadavre de Marriott. Il parvient à fuir les lieux grâce à la présence de la jeune Anne Riordan qui le prend dans sa voiture. Fille d'un officier de police, elle fait même une fausse déclaration à la police pour sortir Marlowe du traquenard où il est tombé. Elle devient ensuite son alliée pour tenter d'éclaircir l'affaire qui met en cause Mrs. Grayle, une femme riche et dépravée, Amthor, un médecin sadique, et plusieurs policiers corrompus.

## Distinctions
- Adieu, ma jolie occupe la 7e place au classement des cent meilleurs romans policiers de tous les temps établi par la Crime Writers' Association en 1990.

- Adieu, ma jolie occupe également la 21e place au classement des cent meilleurs livres policiers de tous les temps établi par l'association des Mystery Writers of America en 1995.

## Adaptations
Le roman a été adapté trois fois au cinéma :
- 1942 : The Falcon Takes Over (en) d'Irving Reis, avec George Sanders dans le rôle de Philip Marlowe, rebaptisé Gay Lawrence ;
- 1944 : Adieu, ma belle de Edward Dmytryk, avec Dick Powell dans le rôle de Philip Marlowe ;
- 1975 : Adieu ma jolie de Dick Richards, avec Robert Mitchum dans le rôle de Philip Marlowe.